# بانو (ترانه کنی راجرز)
«بانو» (به انگلیسی: Lady) ترانه‌ای است نوشتهٔ لاینل ریچی که برای اولین بار توسط کنی راجرز در سال ۱۹۸۰ ضبط شد. این ترانه در جدول ۱۰۰ آهنگ داغ بیلبورد در رتبهٔ یک قرار گرفت و در کشورهای دیگر نیز جز ترانه‌های برتر بود.
همچنین در فهرستی که مجلهٔ بیلبورد از ۱۰۰ ترانهٔ برتر در تمام دوران‌ها تدوین کرد، این ترانه در رتبهٔ ۴۷ قرار دارد.
در سال ۱۹۹۸ خود لاینل ریچی نیز این آهنگ را بازخوانی کرد و در آلبوم زمان (Time) منتشر کرد.